# Lampre-ISD/Saison 2011
Dieser Artikel listet Erfolge und Mannschaft des Radsportteams Lampre-ISD in der Saison 2011 auf.

Das Team-Trikot der Saison 2011

## Erfolge in der UCI World Tour
| Datum        | Rennen                               | Sieger              |
| ------------ | ------------------------------------ | ------------------- |
| 12. März     | 4. Etappe Tirreno-Adriatico          | Michele Scarponi    |
| 22. März     | 2. Etappe Volta Ciclista a Catalunya | Alessandro Petacchi |
| 8. April     | 5. Etappe Vuelta al País Vasco       | Francesco Gavazzi   |
| 28. April    | 2. Etappe Tour de Romandie           | Damiano Cunego      |
| 8. Mai       | 2. Etappe Giro d’Italia              | Alessandro Petacchi |
| 25. Mai      | 17. Etappe Giro d’Italia             | Diego Ulissi        |
| 13. August   | 5. Etappe Eneco Tour                 | Matteo Bono         |
| 28. August   | Grand Prix Ouest France              | Grega Bole          |
| 8. September | 18. Etappe Vuelta a España           | Francesco Gavazzi   |

## Erfolge in derUCI Europe Tour
| Datum          | Rennen                                                | Kat. | Fahrer              |
| -------------- | ----------------------------------------------------- | ---- | ------------------- |
| 28. Januar     | 1. Etappe Giro della Provincia di Reggio Calabria     | 2.1  | Daniele Pietropolli |
| 28.–30. Januar | Gesamtwertung Giro della Provincia di Reggio Calabria | 2.1  | Daniele Pietropolli |
| 19. Februar    | Trofeo Laigueglia                                     | 1.1  | Daniele Pietropolli |
| 23. Februar    | 2. Etappe Giro di Sardegna                            | 2.1  | Damiano Cunego      |
| 26. Februar    | 5. Etappe Giro di Sardegna                            | 2.1  | Michele Scarponi    |
| 25. März       | 4. Etappe Settimana Internazionale (EZF)              | 2.1  | Adriano Malori      |
| 10. April      | Giro dell’Appennino                                   | 1.1  | Damiano Cunego      |
| 19.–22. April  | Gesamtwertung Giro del Trentino                       | 2.HC | Michele Scarponi    |
| 27. April      | 4. Etappe Presidential Cycling Tour of Turkey         | 2.HC | Alessandro Petacchi |
| 18. Juni       | 2. Etappe Tour of Slovenia                            | 2.1  | Diego Ulissi        |
| 16.–19. Juni   | Gesamtwertung Tour of Slovenia                        | 2.1  | Diego Ulissi        |
| 24. Juni       | Ukrainische Meisterschaft – Einzelzeitfahren          | CN   | Oleksandr Kwatschuk |
| 26. Juni       | Italienische Meisterschaft – Einzelzeitfahren         | CN   | Adriano Malori      |
| 26. Juni       | Slowenische Meisterschaft – Straßenrennen             | CN   | Grega Bole          |
| 26. Juni       | Ukrainische Meisterschaft – Straßenrennen             | CN   | Oleksandr Kwatschuk |
| 11. August     | 6. Etappe Volta a Portugal                            | 2.1  | Francesco Gavazzi   |
| 15. August     | 10. Etappe Volta a Portugal                           | 2.1  | Francesco Gavazzi   |

## Abgänge – Zugänge
| Zugänge              | Team 2010                                       | Abgänge                             | Team 2011           |
| -------------------- | ----------------------------------------------- | ----------------------------------- | ------------------- |
| Aitor Pérez          | Footon-Servetto                                 | Mirco Lorenzetto                    | Pro Team Astana     |
| Leonardo Bertagnolli | Androni Giocattoli-Serramenti PVC Diquigiovanni | Mauro Da Dalto                      | Liquigas-Cannondale |
| Michele Scarponi     | Androni Giocattoli-Serramenti PVC Diquigiovanni | Simone Ponzi                        | Liquigas-Cannondale |
| Witalij Kondrut      | ISD-Neri                                        | Andrea Grendene                     | Team Type 1-Sanofi  |
| Denys Kostjuk        | ISD-Neri                                        | Angelo Furlan                       | Christina Watches   |
| Dmytryj Krywzow      | ISD-Neri                                        | Marcin Sapa                         | Team BDC            |
| Oleksandr Kwatschuk  | ISD-Neri                                        | Lorenzo Bernucci                    | Unbekannt           |
| Wolodymyr Startschyk | Amore & Vita-Conad                              | Andrei Kaschetschkin (bis 31. Juli) | Pro Team Astana     |
| Przemysław Niemiec   | Miche                                           | Wolodymyr Startschyk (bis 31. Juli) | Unbekannt           |
| Bálint Szeghalmi     | Tusnad Cycling Team                             |                                     |                     |

## Mannschaft
| Name                   | Geburtstag         | Nationalität |              |
| ---------------------- | ------------------ | ------------ | ------------ |
| Alfredo Balloni        | 20. September 1989 | Italien      |              |
| Leonardo Bertagnolli   | 8. Januar 1978     | Italien      |              |
| Grega Bole             | 13. August 1985    | Slowenien    |              |
| Matteo Bono            | 11. November 1983  | Italien      |              |
| Witalij Buz            | 24. Oktober 1986   | Ukraine      |              |
| Damiano Cunego         | 19. September 1981 | Italien      |              |
| Francesco Gavazzi      | 1. August 1984     | Italien      |              |
| Danilo Hondo           | 4. Januar 1974     | Deutschland  |              |
| Witalij Kondrut        | 15. Februar 1984   | Ukraine      |              |
| Denys Kostjuk          | 13. März 1982      | Ukraine      |              |
| Dmytryj Krywzow        | 3. April 1985      | Ukraine      |              |
| Oleksandr Kwatschuk    | 23. Juli 1983      | Ukraine      |              |
| David Loosli           | 8. Mai 1980        | Schweiz      |              |
| Enrico Magazzini       | 27. April 1988     | Italien      |              |
| Adriano Malori         | 28. Januar 1988    | Italien      |              |
| Marco Marzano          | 10. Juni 1980      | Italien      |              |
| Manuele Mori           | 9. August 1980     | Italien      |              |
| Przemysław Niemiec     | 11. April 1980     | Polen        |              |
| Aitor Pérez            | 24. Juli 1977      | Spanien      |              |
| Alessandro Petacchi    | 3. Januar 1974     | Italien      |              |
| Daniele Pietropolli    | 11. Juli 1980      | Italien      |              |
| Daniele Righi          | 28. März 1976      | Italien      |              |
| Michele Scarponi       | 25. September 1979 | Italien      |              |
| Alessandro Spezialetti | 14. Januar 1975    | Italien      |              |
| Simon Špilak           | 23. Juni 1986      | Slowenien    |              |
| Bálint Szeghalmi       | 16. September 1980 | Ungarn       |              |
| Diego Ulissi           | 15. Juli 1989      | Italien      |              |
| Stagiaires             | Stagiaires         | Nationalität | Nationalität |
| Massimo Graziato       | Massimo Graziato   | Italien      |              |
| Mirko Tedeschi         | Mirko Tedeschi     | Italien      |              |
| Thomas Tiozzo          | Thomas Tiozzo      | Italien      |              |